# Ghiacciaio Chernoochene
Il ghiacciaio Chernoochene (in inglese Chernoochene Glacier) è un ghiacciaio lungo 5 km e largo 2, situato sulla costa di Oscar II, nella parte orientale della Terra di Graham, in Antartide. In particolare, il ghiacciaio si trova alle pendici sud-orientali dell'altopiano Proibito, a sud del ghiacciaio Jorum e a nord-est del ghiacciaio Crane, e da qui fluisce verso sud-est fino ad entrare nel fiordo di Spillane, a ovest del monte Birks.

## Storia
Il ghiacciaio Chernoochene è stato così battezzato dalla Commissione bulgara per i toponimi antartici in onore del villaggio di Chernoochene, nella Bulgaria meridionale.  